# Eliminatórias da Copa do Mundo FIFA de 2014

País classificado para a Copa do Mundo
País eliminado
País não participou das eliminatórias
País não é membro da FIFA

As eliminatórias da Copa do Mundo FIFA de 2014 consistiram em uma série de torneios organizados pelas seis confederações afiliadas à Federação Internacional de Futebol (FIFA) para definir 31 vagas para a máxima competição de futebol. As disputas iniciaram-se em junho de 2011 e encerraram-se no segundo semestre de 2013. Cada região contou com um sistema específico de classificação, com critérios estabelecidos por cada confederação.
O Comitê Executivo da FIFA divulgou a distribuição das vagas para a Copa do Mundo em março de 2011, sem alterações em relação ao Mundial de 2010. Em relação às vagas definidas em repescagem, um sorteio definiu os cruzamentos entre as confederações envolvidas (4 no total). Segue a relação das vagas:
- Europa (UEFA): 13 vagas;
- África (CAF): 5 vagas;
- América do Sul (CONMEBOL): 5,5 vagas (incluindo o Brasil, classificado automaticamente por ser o país-sede);
- Ásia (AFC): 4,5 vagas;
- América do Norte, Central e Caribe (CONCACAF): 3,5 vagas;
- Oceania (OFC): 0,5 vaga (única confederação que não possui vaga garantida).

O Comitê Executivo aprovou a alteração da data para o sorteio preliminar da Copa do Mundo de 2014, que foi realizada seis meses mais cedo em relação as edições passadas, a fim de permitir que as confederações começassem as competições de qualificação em tempo hábil. O sorteio dos grupos e cruzamentos das diferentes eliminatórias foi realizado em 30 de julho de 2011 na Marina da Glória, no Rio de Janeiro.

## Inscrições
Todas as 207 seleções filiadas às seis confederações que compõem a FIFA estavam habilitadas para disputar as eliminatórias, desde que cumprissem todos os requisitos estabelecidos nos estatutos da entidade. 
Na Ásia apenas as seleções de Butão e Guam não se inscreveram. Brunei não pôde participar por estar suspenso pela FIFA à época. A Mauritânia também não se inscreveu nas eliminatórias da África, totalizando no final em 203 os participantes nas eliminatórias para a Copa do Mundo de 2014.

## Seleções classificadas
As seguintes seleções obtiveram a classificação para a Copa do Mundo:
| Confederação                       | Seleção              | Conquista da vaga                       | Conquista da vaga      | Aparições em Copas do Mundo | Aparições em Copas do Mundo | Aparições em Copas do Mundo | Melhor resultado anterior              |
| Confederação                       | Seleção              | Modo                                    | Data                   | Total                       | Consecutivas                | Última                      | Melhor resultado anterior              |
| ---------------------------------- | -------------------- | --------------------------------------- | ---------------------- | --------------------------- | --------------------------- | --------------------------- | -------------------------------------- |
| CONMEBOL (4 vagas + 1 + país-sede) | Brasil               | País-sede                               | 30 de outubro de 2007  | 20                          | 20                          | 2010                        | Campeão (1958, 1962, 1970, 1994, 2002) |
| CONMEBOL (4 vagas + 1 + país-sede) | Argentina            | Vencedor da fase única                  | 10 de setembro de 2013 | 16                          | 11                          | 2010                        | Campeão (1978, 1986)                   |
| CONMEBOL (4 vagas + 1 + país-sede) | Colômbia             | 2º lugar na fase única                  | 11 de outubro de 2013  | 5                           | 1                           | 1998                        | Oitavas-de-final (1990)                |
| CONMEBOL (4 vagas + 1 + país-sede) | Chile                | 3º lugar na fase única                  | 15 de outubro de 2013  | 9                           | 2                           | 2010                        | Terceiro lugar (1962)                  |
| CONMEBOL (4 vagas + 1 + país-sede) | Equador              | 4º lugar na fase única                  | 15 de outubro de 2013  | 3                           | 1                           | 2006                        | Oitavas-de-final (2006)                |
| CONMEBOL (4 vagas + 1 + país-sede) | Uruguai              | Vencedor da repescagem intercontinental | 20 de novembro de 2013 | 12                          | 2                           | 2010                        | Campeão (1930, 1950)                   |
| AFC (4 vagas)                      | Irã                  | Vencedor do grupo A                     | 18 de junho de 2013    | 4                           | 1                           | 2006                        | Fase de grupos (1978, 1998, 2006)      |
| AFC (4 vagas)                      | Coreia do Sul        | 2º colocado do grupo A                  | 18 de junho de 2013    | 9                           | 8                           | 2010                        | Quarto lugar (2002)                    |
| AFC (4 vagas)                      | Japão                | Vencedor do grupo B                     | 4 de junho de 2013     | 5                           | 5                           | 2010                        | Oitavas-de-final (2002, 2010)          |
| AFC (4 vagas)                      | Austrália            | 2º colocado do grupo B                  | 18 de junho de 2013    | 4                           | 3                           | 2010                        | Oitavas-de-final (2006)                |
| CAF (5 vagas)                      | Costa do Marfim      | Vencedor da chave A                     | 16 de novembro de 2013 | 3                           | 3                           | 2010                        | Fase de grupos (2006, 2010)            |
| CAF (5 vagas)                      | Nigéria              | Vencedor da chave B                     | 16 de novembro de 2013 | 5                           | 2                           | 2010                        | Oitavas-de-final (1994, 1998)          |
| CAF (5 vagas)                      | Camarões             | Vencedor da chave C                     | 17 de novembro de 2013 | 7                           | 2                           | 2010                        | Quartas-de-final (1990)                |
| CAF (5 vagas)                      | Gana                 | Vencedor da chave D                     | 19 de novembro de 2013 | 3                           | 3                           | 2010                        | Quartas-de-final (2010)                |
| CAF (5 vagas)                      | Argélia              | Vencedor da chave E                     | 19 de novembro de 2013 | 4                           | 2                           | 2010                        | Fase de grupos (1982, 1986, 2010)      |
| CONCACAF (3 vagas + 1)             | Estados Unidos       | Vencedor da quarta fase                 | 10 de setembro de 2013 | 10                          | 7                           | 2010                        | Terceiro lugar (1930)                  |
| CONCACAF (3 vagas + 1)             | Costa Rica           | 2º lugar na quarta fase                 | 10 de setembro de 2013 | 4                           | 1                           | 2006                        | Oitavas-de-final (1990)                |
| CONCACAF (3 vagas + 1)             | Honduras             | 3º lugar na quarta fase                 | 15 de outubro de 2013  | 3                           | 2                           | 2010                        | Fase de grupos (1982, 2010)            |
| CONCACAF (3 vagas + 1)             | México               | Vencedor da repescagem intercontinental | 20 de novembro de 2013 | 15                          | 6                           | 2010                        | Quartas-de-final (1970, 1986)          |
| UEFA (13 vagas)                    | Bélgica              | Vencedor do grupo A                     | 11 de outubro de 2013  | 12                          | 1                           | 2002                        | Quarto lugar (1986)                    |
| UEFA (13 vagas)                    | Itália               | Vencedor do grupo B                     | 10 de setembro de 2013 | 18                          | 14                          | 2010                        | Campeão (1934, 1938, 1982, 2006)       |
| UEFA (13 vagas)                    | Alemanha             | Vencedor do grupo C                     | 11 de outubro de 2013  | 18                          | 16                          | 2010                        | Campeão (1954, 1974, 1990)             |
| UEFA (13 vagas)                    | Países Baixos        | Vencedor do grupo D                     | 10 de setembro de 2013 | 10                          | 3                           | 2010                        | Vice-campeão (1974, 1978, 2010)        |
| UEFA (13 vagas)                    | Suíça                | Vencedor do grupo E                     | 11 de outubro de 2013  | 10                          | 3                           | 2010                        | Quartas-de-final (1934, 1938, 1974)    |
| UEFA (13 vagas)                    | Rússia               | Vencedor do grupo F                     | 15 de outubro de 2013  | 10[a]                       | 1                           | 2002                        | Quarto lugar (1966)[a]                 |
| UEFA (13 vagas)                    | Bósnia e Herzegovina | Vencedor do grupo G                     | 15 de outubro de 2013  | 1                           | 1                           | –                           | Estreante                              |
| UEFA (13 vagas)                    | Inglaterra           | Vencedor do grupo H                     | 15 de outubro de 2013  | 14                          | 5                           | 2010                        | Campeão (1966)                         |
| UEFA (13 vagas)                    | Espanha              | Vencedor do grupo I                     | 15 de outubro de 2013  | 14                          | 10                          | 2010                        | Campeão (2010)                         |
| UEFA (13 vagas)                    | Portugal             | Vencedor da repescagem                  | 19 de novembro de 2013 | 6                           | 4                           | 2010                        | Terceiro lugar (1966)                  |
| UEFA (13 vagas)                    | França               | Vencedor da repescagem                  | 19 de novembro de 2013 | 14                          | 5                           | 2010                        | Campeão (1998)                         |
| UEFA (13 vagas)                    | Grécia               | Vencedor da repescagem                  | 19 de novembro de 2013 | 3                           | 2                           | 2010                        | Fase de grupos (1994, 2010)            |
| UEFA (13 vagas)                    | Croácia              | Vencedor da repescagem                  | 19 de novembro de 2013 | 4                           | 1                           | 2006                        | Terceiro lugar (1998)                  |

a. ^  Rússia participou de sete mundiais anteriores como União Soviética (1958–1990).

## Resumo da qualificação
| Confederação | Equipas que começaram | Equipas que asseguraram a sua qualificação | Equipas que ainda podem se qualificar | Equipas que foram eliminadas | Vagas restantes | Vagas totais | Encerramento das eliminatórias |
| ------------ | --------------------- | ------------------------------------------ | ------------------------------------- | ---------------------------- | --------------- | ------------ | ------------------------------ |
| AFC          | 43                    | 4                                          | 0                                     | 39                           | 0               | 4            | 10 de setembro de 2013         |
| CAF          | 52                    | 5                                          | 0                                     | 47                           | 0               | 5            | 19 de novembro de 2013         |
| CONCACAF     | 35                    | 4                                          | 0                                     | 31                           | 0               | 4            | 15 de outubro de 2013          |
| CONMEBOL     | 9+1                   | 5+1                                        | 0                                     | 4                            | 0               | 5+1          | 15 de outubro de 2013          |
| OFC          | 11                    | 0                                          | 0                                     | 11                           | 0               | 0            | 26 de março de 2013            |
| UEFA         | 53                    | 13                                         | 0                                     | 40                           | 0               | 13           | 19 de novembro de 2013         |
| TOTAL        | 203+1                 | 31+1                                       | 0                                     | 172                          | 0               | 31+1         | 19 de novembro de 2013         |

## Eliminatórias

### África (CAF)
Das 53 federações nacionais filiadas na CAF, apenas a  Mauritânia não participou das qualificatórias que determinaram os cinco classificados do continente para a Copa do Mundo. Por ter se filiado à FIFA após o início das Eliminatórias continentais, o  Sudão do Sul também não participou.
O formato das eliminatórias foi anunciado em 16 de maio de 2011, e começou com uma primeira fase disputada por 24 seleções (as 24 piores classificadas no ranking da FIFA), divididas em doze confrontos eliminatórios de ida e volta que foram realizados em 11 e 15 de novembro de 2011. Os jogos foram definidos em sorteio realizado no Brasil em 30 de julho de 2011.
Os 12 vencedores se juntaram as restantes 28 seleções da CAF na segunda fase, que foi disputada em 10 grupos de 4 seleções cada entre junho de 2012 e setembro de 2013. Os vencedores de cada grupo avançaram a terceira fase, realizada em outubro e novembro de 2013, onde as dez seleções restantes foram divididas em cinco confrontos eliminatórios em ida e volta. Os vencedores classificaram-se à Copa do Mundo de 2014.

#### Processo classificatório
O sorteio que definiu os cruzamentos da primeira fase e a composição dos grupos da segunda foi realizado em 30 de julho de 2011 no Rio de Janeiro, Brasil.
Em negrito, equipes qualificadas à fase seguinte:
Primeira fase
| Primeira fase       |            |
| Seicheles           | Quénia     |
| Guiné-Bissau        | Togo       |
| Djibouti            | Namíbia    |
| Maurícia1           | Libéria    |
| Comores             | Moçambique |
| Guiné Equatorial    | Madagascar |
| Somália             | Etiópia    |
| Lesoto              | Burundi    |
| Eritreia            | Ruanda     |
| Essuatíni           | RD Congo   |
| São Tomé e Príncipe | Congo      |
| Chade               | Tanzânia   |

- Nota 1: Maurício desistiu das eliminatórias e a Libéria avançou diretamente à fase seguinte.[8]

Segunda fase
| Grupo A              | Grupo A | Grupo A |
| Equipe               | Pts     | Jogos   |
| -------------------- | ------- | ------- |
| Etiópia              | 13      | 6       |
| África do Sul        | 11      | 6       |
| Botsuana             | 7       | 6       |
| Rep. Centro-Africana | 3       | 6       |

| Grupo B          | Grupo B | Grupo B |
| Equipe           | Pts     | Jogos   |
| ---------------- | ------- | ------- |
| Tunísia          | 14      | 6       |
| Cabo Verde       | 9       | 6       |
| Serra Leoa       | 8       | 6       |
| Guiné Equatorial | 2       | 6       |

| Grupo C         | Grupo C | Grupo C |
| Equipe          | Pts     | Jogos   |
| --------------- | ------- | ------- |
| Costa do Marfim | 14      | 6       |
| Marrocos        | 9       | 6       |
| Tanzânia        | 6       | 6       |
| Gâmbia          | 4       | 6       |

| Grupo D | Grupo D | Grupo D |
| Equipe  | Pts     | Jogos   |
| ------- | ------- | ------- |
| Gana    | 15      | 6       |
| Zâmbia  | 11      | 6       |
| Lesoto  | 5       | 6       |
| Sudão   | 2       | 6       |

| Grupo E        | Grupo E | Grupo E |
| Equipe         | Pts     | Jogos   |
| -------------- | ------- | ------- |
| Burquina Fasso | 12      | 6       |
| Congo          | 11      | 6       |
| Gabão          | 7       | 6       |
| Níger          | 4       | 6       |

| Grupo F | Grupo F | Grupo F |
| Equipe  | Pts     | Jogos   |
| ------- | ------- | ------- |
| Nigéria | 12      | 6       |
| Malawi  | 7       | 6       |
| Quénia  | 6       | 6       |
| Namíbia | 5       | 6       |

| Grupo G    | Grupo G | Grupo G |
| Equipe     | Pts     | Jogos   |
| ---------- | ------- | ------- |
| Egito      | 18      | 6       |
| Guiné      | 10      | 6       |
| Moçambique | 3       | 6       |
| Zimbabwe   | 2       | 6       |

| Grupo H | Grupo H | Grupo H |
| Equipe  | Pts     | Jogos   |
| ------- | ------- | ------- |
| Argélia | 15      | 6       |
| Mali    | 8       | 6       |
| Benim   | 8       | 6       |
| Ruanda  | 2       | 6       |

| Grupo I  | Grupo I | Grupo I |
| Equipe   | Pts     | Jogos   |
| -------- | ------- | ------- |
| Camarões | 13      | 6       |
| Líbia    | 9       | 6       |
| RD Congo | 6       | 6       |
| Togo     | 4       | 6       |

| Grupo J | Grupo J | Grupo J |
| Equipe  | Pts     | Jogos   |
| ------- | ------- | ------- |
| Senegal | 12      | 6       |
| Uganda  | 8       | 6       |
| Angola  | 7       | 6       |
| Libéria | 4       | 6       |

Terceira fase
A composição dos cruzamentos da terceira fase foi definida em sorteio realizado no Cairo, no Egito, a 16 de setembro de 2013.
|  | Equipes qualificadas para a Copa do Mundo de 2014 |

| Terceira fase   |          |
| Costa do Marfim | Senegal  |
| Etiópia         | Nigéria  |
| Tunísia         | Camarões |
| Gana            | Egito    |
| Burquina Fasso  | Argélia  |

### Ásia (AFC)
Em 13 de agosto de 2010, a AFC anunciou o formato proposto para as eliminatórias que é idêntico ao disputado para a Copa do Mundo de 2010, embora o número final de participantes e qualificados ainda não haviam sido definidos. Posteriormente houve modificações nas disputas das fases iniciais com relação a 2010, sendo anunciado o formato final em março de 2011.
A zona asiática iniciou-se de duas fases eliminatórias. A primeira foi disputada entre junho e julho de 2011 entre as equipes piores ranqueadas do continente (28º a 43º). Os classificados dessa primeira fase enfrentaram as equipes do continente de melhor ranking (6º a 27º), reduzindo o número de equipes para 20, na segunda fase.
A cinco equipes de melhor ranking entraram direito na terceira fase, disputada no sistema de grupos. Tal como no formato de 2010, a terceira fase consistiu em 5 grupos de 4 equipes (com partidas realizadas entre setembro de 2011 e fevereiro de 2012) com os dois primeiros de cada grupo avançando para a quarta fase, disputada em dois grupos de cinco equipes. As duas melhores equipes de cada grupo qualificaram-se para a Copa do Mundo de 2014 diretamente. As duas equipes que finalizaram na terceira colocação se enfrentaram para definir uma vaga através de uma respescagem intercontinental, contra o representante da CONMEBOL.
 Brunei, por estar suspenso pela FIFA à época, e  Butão e  Guam, por desistência, não participaram do processo classificatório da Ásia.

#### Processo classificatório
O sorteio para as duas primeiras rodadas das eliminatórias foi realizado em Kuala Lumpur, Malásia, a 30 de março de 2011.
Em negrito, equipes qualificadas à fase seguinte:
| Primeira fase |              |
| Malásia       | Taipé Chinês |
| Bangladesh    | Paquistão    |
| Camboja       | Laos         |
| Sri Lanka     | Filipinas    |
| Afeganistão   | Palestina    |
| Vietnã        | Macau        |
| Nepal         | Timor-Leste  |
| Mongólia      | Myanmar      |

| Segunda fase           |               |
| Tailândia              | Palestina     |
| Líbano                 | Bangladesh    |
| China                  | Laos          |
| Turcomenistão          | Indonésia     |
| Kuwait                 | Filipinas     |
| Omã                    | Myanmar       |
| Arábia Saudita         | Hong Kong     |
| Irã                    | Maldivas      |
| Síria                  | Tadjiquistão2 |
| Catar                  | Vietnã        |
| Iraque                 | Iêmen         |
| Singapura              | Malásia       |
| Uzbequistão            | Quirguistão   |
| Emirados Árabes Unidos | Índia         |
| Jordânia               | Nepal         |

- Nota 2: A Síria foi desclassificada por uso irregular de jogador. Foi a atribuída a vitória de 3 a 0 ao Tadjiquistão nos confrontos e a classificação à seguinte fase.[13]

Terceira fase
O sorteio que definiu a composição dos grupos da terceira fase foi realizado em 30 de julho de 2011 no Rio de Janeiro, Brasil.
| Grupo A   | Grupo A | Grupo A |
| Equipe    | Pts     | Jogos   |
| --------- | ------- | ------- |
| Iraque    | 15      | 6       |
| Jordânia  | 12      | 6       |
| China     | 9       | 6       |
| Singapura | 0       | 6       |

| Grupo B                | Grupo B | Grupo B |
| Equipe                 | Pts     | Jogos   |
| ---------------------- | ------- | ------- |
| Coreia do Sul          | 13      | 6       |
| Líbano                 | 10      | 6       |
| Kuwait                 | 8       | 6       |
| Emirados Árabes Unidos | 3       | 6       |

| Grupo C         | Grupo C | Grupo C |
| Equipe          | Pts     | Jogos   |
| --------------- | ------- | ------- |
| Uzbequistão     | 16      | 6       |
| Japão           | 10      | 6       |
| Coreia do Norte | 7       | 6       |
| Tadjiquistão    | 1       | 6       |

| Grupo D        | Grupo D | Grupo D |
| Equipe         | Pts     | Jogos   |
| -------------- | ------- | ------- |
| Austrália      | 15      | 6       |
| Omã            | 8       | 6       |
| Arábia Saudita | 6       | 6       |
| Tailândia      | 4       | 6       |

| Grupo E   | Grupo E | Grupo E |
| Equipe    | Pts     | Jogos   |
| --------- | ------- | ------- |
| Irã       | 12      | 6       |
| Catar     | 10      | 6       |
| Bahrein   | 9       | 6       |
| Indonésia | 0       | 6       |

Quarta fase
A composição dos grupos da quarta fase foi definida em sorteio realizado em Kuala Lumpur, na Malásia, a 9 de março de 2012.
|  | Equipes qualificadas para a Copa do Mundo de 2014 |

| Grupo A       | Grupo A | Grupo A |
| Equipe        | Pts     | Jogos   |
| ------------- | ------- | ------- |
| Irã           | 16      | 8       |
| Coreia do Sul | 14      | 8       |
| Uzbequistão   | 14      | 8       |
| Catar         | 7       | 8       |
| Líbano        | 5       | 8       |

| Grupo B   | Grupo B | Grupo B |
| Equipe    | Pts     | Jogos   |
| --------- | ------- | ------- |
| Japão     | 17      | 8       |
| Austrália | 13      | 8       |
| Jordânia  | 10      | 8       |
| Omã       | 9       | 8       |
| Iraque    | 5       | 8       |

|  | Equipe qualificada para a repescagem intercontinental |

| Quinta fase |             |
| Jordânia    | Uzbequistão |

### América do Sul (CONMEBOL)
A zona sul-americana foi disputada no mesmo sistema que vigora desde as eliminatórias para a Copa do Mundo de 1998: todas as seleções se enfrentaram em grupo único, com turno e returno, e início em outubro de 2011 e término em outubro de 2013. Foi disputada por 9 seleções, já que o Brasil estava automaticamente classificado como país sede, onde ao final quatro delas se classificaram diretamente para a Copa do Mundo e uma para a repescagem intercontinental contra um adversário da AFC.

#### Processo classificatório
|  | Equipes qualificadas para a Copa do Mundo de 2014     |
|  | Equipe qualificada para a repescagem intercontinental |

| Pos | Equipe    | Pts | J  | V | E | D  | GP | GC | SG  | Classificado                |  | ARG | COL | CHI | ECU | URU | VEN | PER | BOL | PAR |
| --- | --------- | --- | -- | - | - | -- | -- | -- | --- | --------------------------- |  | --- | --- | --- | --- | --- | --- | --- | --- | --- |
| 1   | Argentina | 32  | 16 | 9 | 5 | 2  | 35 | 15 | +20 | Copa do Mundo de 2014       |  | —   | 0–0 | 4–1 | 4–0 | 3–0 | 3–0 | 3–1 | 1–1 | 3–1 |
| 2   | Colômbia  | 30  | 16 | 9 | 3 | 4  | 27 | 13 | +14 | Copa do Mundo de 2014       |  | 1–2 | —   | 3–3 | 1–0 | 4–0 | 1–1 | 2–0 | 5–0 | 2–0 |
| 3   | Chile     | 28  | 16 | 9 | 1 | 6  | 29 | 25 | +4  | Copa do Mundo de 2014       |  | 1–2 | 1–3 | —   | 2–1 | 2–0 | 3–0 | 4–2 | 3–1 | 2–0 |
| 4   | Equador   | 25  | 16 | 7 | 4 | 5  | 20 | 16 | +4  | Copa do Mundo de 2014       |  | 1–1 | 1–0 | 3–1 | —   | 1–0 | 2–0 | 2–0 | 1–0 | 4–1 |
| 5   | Uruguai   | 25  | 16 | 7 | 4 | 5  | 25 | 25 | 0   | Repescagem intercontinental |  | 3–2 | 2–0 | 4–0 | 1–1 | —   | 1–1 | 4–2 | 4–2 | 1–1 |
| 6   | Venezuela | 20  | 16 | 5 | 5 | 6  | 14 | 20 | −6  | Eliminados                  |  | 1–0 | 1–1 | 0–2 | 1–1 | 0–1 | —   | 3–2 | 1–0 | 1–1 |
| 7   | Peru      | 15  | 16 | 4 | 3 | 9  | 17 | 26 | −9  | Eliminados                  |  | 1–1 | 0–1 | 1–0 | 1–0 | 1–2 | 2–1 | —   | 1–1 | 2–0 |
| 8   | Bolívia   | 12  | 16 | 2 | 6 | 8  | 17 | 30 | −13 | Eliminados                  |  | 1–1 | 1–2 | 0–2 | 1–1 | 4–1 | 1–1 | 1–1 | —   | 3–1 |
| 9   | Paraguai  | 12  | 16 | 3 | 3 | 10 | 17 | 31 | −14 | Eliminados                  |  | 2–5 | 1–2 | 1–2 | 2–1 | 1–1 | 0–2 | 1–0 | 4–0 | —   |

### Oceania (OFC)
As quatro seleções piores classificadas no ranking da OFC pela FIFA (Ilhas Cook, Samoa, Samoa Americana, e Tonga) iniciaram as disputas na primeira fase: grupo único entre 21 e 26 de novembro de 2011 em uma única sede (Samoa). A vencedora juntou-se as demais seleções do continente na Copa das Nações da OFC de 2012, que serviu como a segunda fase. As duas primeiras colocadas de cada grupo na Copa das Nações avançaram para a terceira fase, composta de um grupo único em jogos de ida e volta, realizada entre 7 de setembro de 2012 e 26 de março de 2013.
O vencedor da terceira fase disputará a repescagem contra uma equipe da CONCACAF para se classificar a Copa do Mundo.

#### Processo classificatório
Primeira fase
| Equipe          | Pts | Jogos |
| --------------- | --- | ----- |
| Samoa           | 7   | 3     |
| Tonga           | 4   | 3     |
| Samoa Americana | 4   | 3     |
| Ilhas Cook      | 1   | 3     |

Copa das Nações da OFC de 2012
A composição dos grupos da Copa das Nações da OFC foi definida no sorteio preliminar das eliminatórias para a Copa do Mundo de 2014 realizado a 30 de julho de 2011 no Rio de Janeiro, Brasil.
| Grupo A        | Grupo A | Grupo A |
| Equipe         | Pts     | Jogos   |
| -------------- | ------- | ------- |
| Taiti          | 9       | 3       |
| Nova Caledônia | 6       | 3       |
| Vanuatu        | 3       | 3       |
| Samoa          | 0       | 3       |

| Grupo B          | Grupo B | Grupo B |
| Equipe           | Pts     | Jogos   |
| ---------------- | ------- | ------- |
| Nova Zelândia    | 7       | 3       |
| Ilhas Salomão    | 5       | 3       |
| Fiji             | 2       | 3       |
| Papua-Nova Guiné | 1       | 3       |

Terceira fase
|  | Equipe qualificada para a repescagem intercontinental |

| Equipe         | Pts | Jogos |
| -------------- | --- | ----- |
| Nova Zelândia  | 18  | 6     |
| Nova Caledônia | 12  | 6     |
| Taiti          | 3   | 6     |
| Ilhas Salomão  | 3   | 6     |

### Europa (UEFA)
As eliminatórias da Europa mantiveram o mesmo formato de 2010, onde 13 vagas foram destinadas ao continente para a Copa do Mundo de 2014. As 53 seleções foram divididas em oito grupos de seis seleções cada e um grupo com cinco seleções. Os campeões de cada grupo se classificaram automaticamente para o Brasil. Os oito melhores segundos colocados disputaram uma repescagem, em jogos de ida e volta, para decidir as quatro vagas restantes.

#### Processo classificatório
O sorteio que determinou a composição dos grupos foi realizado no Brasil em 30 de julho de 2011.
|  | Equipes qualificadas para a Copa do Mundo de 2014 |

Em itálico as equipes que avançaram para a segunda fase.

### Grupo A
| Pos | Equipe             | Pts | J  | V | E | D | GP | GC | SG  | Classificado                              |  | BEL | CRO | SRB | SCO | WAL | MKD |
| --- | ------------------ | --- | -- | - | - | - | -- | -- | --- | ----------------------------------------- |  | --- | --- | --- | --- | --- | --- |
| 1   | Bélgica            | 26  | 10 | 8 | 2 | 0 | 18 | 4  | +14 | qualificadas para a Copa do Mundo de 2014 |  | —   | 1–1 | 2–1 | 2–0 | 1–1 | 1–0 |
| 2   | Croácia            | 17  | 10 | 5 | 2 | 3 | 12 | 9  | +3  | qualificadas para a segunda fase          |  | 1–2 | —   | 2–0 | 0–1 | 2–0 | 1–0 |
| 3   | Sérvia             | 14  | 10 | 4 | 2 | 4 | 18 | 11 | +7  | Eliminado                                 |  | 0–3 | 1–1 | —   | 2–0 | 6–1 | 5–1 |
| 4   | Escócia            | 11  | 10 | 3 | 2 | 5 | 8  | 12 | −4  | Eliminado                                 |  | 0–2 | 2–0 | 0–0 | —   | 1–2 | 1–1 |
| 5   | País de Gales      | 10  | 10 | 3 | 1 | 6 | 9  | 20 | −11 | Eliminado                                 |  | 0–2 | 1–2 | 0–3 | 2–1 | —   | 1–0 |
| 6   | Macedônia do Norte | 7   | 10 | 2 | 1 | 7 | 7  | 16 | −9  | Eliminado                                 |  | 0–2 | 1–2 | 1–0 | 1–2 | 2–1 | —   |

### Grupo B
| Pos | Equipe    | Pts | J  | V | E | D | GP | GC | SG  | Classificado                              |  | ITA | DEN | CZE | BUL | ARM | MLT |
| --- | --------- | --- | -- | - | - | - | -- | -- | --- | ----------------------------------------- |  | --- | --- | --- | --- | --- | --- |
| 1   | Itália    | 22  | 10 | 6 | 4 | 0 | 19 | 9  | +10 | qualificadas para a Copa do Mundo de 2014 |  | —   | 3–1 | 2–1 | 1–0 | 2–2 | 2–0 |
| 2   | Dinamarca | 16  | 10 | 4 | 4 | 2 | 17 | 12 | +5  | Eliminado                                 |  | 2–2 | —   | 0–0 | 1–1 | 0–4 | 6–0 |
| 3   | Tchéquia  | 15  | 10 | 4 | 3 | 3 | 13 | 9  | +4  | Eliminado                                 |  | 0–0 | 0–3 | —   | 0–0 | 1–2 | 3–1 |
| 4   | Bulgária  | 13  | 10 | 3 | 4 | 3 | 14 | 9  | +5  | Eliminado                                 |  | 2–2 | 1–1 | 0–1 | —   | 1–0 | 6–0 |
| 5   | Armênia   | 13  | 10 | 4 | 1 | 5 | 12 | 13 | −1  | Eliminado                                 |  | 1–3 | 0–1 | 0–3 | 2–1 | —   | 0–1 |
| 6   | Malta     | 3   | 10 | 1 | 0 | 9 | 5  | 28 | −23 | Eliminado                                 |  | 0–2 | 1–2 | 1–4 | 1–2 | 0–1 | —   |

### Grupo C
| Pos | Equipe      | Pts | J  | V | E | D | GP | GC | SG  | Classificado                              |  | GER | SWE | AUT | IRL | KAZ | FRO |
| --- | ----------- | --- | -- | - | - | - | -- | -- | --- | ----------------------------------------- |  | --- | --- | --- | --- | --- | --- |
| 1   | Alemanha    | 28  | 10 | 9 | 1 | 0 | 36 | 10 | +26 | qualificadas para a Copa do Mundo de 2014 |  | —   | 4–4 | 3–0 | 3–0 | 4–1 | 3–0 |
| 2   | Suécia      | 20  | 10 | 6 | 2 | 2 | 19 | 14 | +5  | qualificadas para a segunda fase          |  | 3–5 | —   | 2–1 | 0–0 | 2–0 | 2–0 |
| 3   | Áustria     | 17  | 10 | 5 | 2 | 3 | 20 | 10 | +10 | Eliminado                                 |  | 1–2 | 2–1 | —   | 1–0 | 4–0 | 6–0 |
| 4   | Irlanda     | 14  | 10 | 4 | 2 | 4 | 16 | 17 | −1  | Eliminado                                 |  | 1–6 | 1–2 | 2–2 | —   | 3–1 | 3–0 |
| 5   | Cazaquistão | 5   | 10 | 1 | 2 | 7 | 6  | 21 | −15 | Eliminado                                 |  | 0–3 | 0–1 | 0–0 | 1–2 | —   | 2–1 |
| 6   | Ilhas Faroé | 1   | 10 | 0 | 1 | 9 | 4  | 29 | −25 | Eliminado                                 |  | 0–3 | 1–2 | 0–3 | 1–4 | 1–1 | —   |

### Grupo D
| Pos | Equipe        | Pts | J  | V | E | D  | GP | GC | SG  | Classificado                              |  | NED | ROU | HUN | TUR | EST | AND |
| --- | ------------- | --- | -- | - | - | -- | -- | -- | --- | ----------------------------------------- |  | --- | --- | --- | --- | --- | --- |
| 1   | Países Baixos | 28  | 10 | 9 | 1 | 0  | 34 | 5  | +29 | qualificadas para a Copa do Mundo de 2014 |  | —   | 4–0 | 8–1 | 2–0 | 3–0 | 3–0 |
| 2   | Romênia       | 19  | 10 | 6 | 1 | 3  | 19 | 12 | +7  | qualificadas para a segunda fase          |  | 1–4 | —   | 3–0 | 0–2 | 2–0 | 4–0 |
| 3   | Hungria       | 17  | 10 | 5 | 2 | 3  | 21 | 20 | +1  | Eliminado                                 |  | 1–4 | 2–2 | —   | 3–1 | 5–1 | 2–0 |
| 4   | Turquia       | 16  | 10 | 5 | 1 | 4  | 16 | 9  | +7  | Eliminado                                 |  | 0–2 | 0–1 | 1–1 | —   | 3–0 | 5–0 |
| 5   | Estónia       | 7   | 10 | 2 | 1 | 7  | 6  | 20 | −14 | Eliminado                                 |  | 2–2 | 0–2 | 0–1 | 0–2 | —   | 2–0 |
| 6   | Andorra       | 0   | 10 | 0 | 0 | 10 | 0  | 30 | −30 | Eliminado                                 |  | 0–2 | 0–4 | 0–5 | 0–2 | 0–1 | —   |

### Grupo E
| Pos | Equipe    | Pts | J  | V | E | D | GP | GC | SG  | Classificado                              |  | SUI | ISL | SVN | NOR | ALB | CYP |
| --- | --------- | --- | -- | - | - | - | -- | -- | --- | ----------------------------------------- |  | --- | --- | --- | --- | --- | --- |
| 1   | Suíça     | 24  | 10 | 7 | 3 | 0 | 17 | 6  | +11 | qualificadas para a Copa do Mundo de 2014 |  | —   | 4–4 | 1–0 | 1–1 | 2–0 | 1–0 |
| 2   | Islândia  | 17  | 10 | 5 | 2 | 3 | 17 | 15 | +2  | qualificadas para a segunda fase          |  | 0–2 | —   | 2–4 | 2–0 | 2–1 | 2–0 |
| 3   | Eslovênia | 15  | 10 | 5 | 0 | 5 | 14 | 11 | +3  | Eliminado                                 |  | 0–2 | 1–2 | —   | 3–0 | 1–0 | 2–1 |
| 4   | Noruega   | 12  | 10 | 3 | 3 | 4 | 10 | 13 | −3  | Eliminado                                 |  | 0–2 | 1–1 | 2–1 | —   | 0–1 | 2–0 |
| 5   | Albânia   | 11  | 10 | 3 | 2 | 5 | 9  | 11 | −2  | Eliminado                                 |  | 1–2 | 1–2 | 1–0 | 1–1 | —   | 3–1 |
| 6   | Chipre    | 5   | 10 | 1 | 2 | 7 | 4  | 15 | −11 | Eliminado                                 |  | 0–0 | 1–0 | 0–2 | 1–3 | 0–0 | —   |

### Grupo F
| Pos | Equipe           | Pts | J  | V | E | D | GP | GC | SG  | Classificado                              |  | RUS | POR | ISR | AZE | NIR | LUX |
| --- | ---------------- | --- | -- | - | - | - | -- | -- | --- | ----------------------------------------- |  | --- | --- | --- | --- | --- | --- |
| 1   | Rússia           | 22  | 10 | 7 | 1 | 2 | 20 | 5  | +15 | qualificadas para a Copa do Mundo de 2014 |  | —   | 1–0 | 3–1 | 1–0 | 2–0 | 4–1 |
| 2   | Portugal         | 21  | 10 | 6 | 3 | 1 | 20 | 9  | +11 | qualificadas para a segunda fase          |  | 1–0 | —   | 1–1 | 3–0 | 1–1 | 3–0 |
| 3   | Israel           | 14  | 10 | 3 | 5 | 2 | 19 | 14 | +5  | Eliminado                                 |  | 0–4 | 3–3 | —   | 1–1 | 1–1 | 3–0 |
| 4   | Azerbaijão       | 9   | 10 | 1 | 6 | 3 | 7  | 11 | −4  | Eliminado                                 |  | 1–1 | 0–2 | 1–1 | —   | 2–0 | 1–1 |
| 5   | Irlanda do Norte | 7   | 10 | 1 | 4 | 5 | 9  | 17 | −8  | Eliminado                                 |  | 1–0 | 2–4 | 0–2 | 1–1 | —   | 1–1 |
| 6   | Luxemburgo       | 6   | 10 | 1 | 3 | 6 | 7  | 26 | −19 | Eliminado                                 |  | 0–4 | 1–2 | 0–6 | 0–0 | 3–2 | —   |

### Grupo G
| Pos | Equipe               | Pts | J  | V | E | D | GP | GC | SG  | Classificado                              |  | BIH | GRE | SVK | LTU | LVA | LIE |
| --- | -------------------- | --- | -- | - | - | - | -- | -- | --- | ----------------------------------------- |  | --- | --- | --- | --- | --- | --- |
| 1   | Bósnia e Herzegovina | 25  | 10 | 8 | 1 | 1 | 30 | 6  | +24 | qualificadas para a Copa do Mundo de 2014 |  | —   | 3–1 | 0–1 | 3–0 | 4–1 | 4–1 |
| 2   | Grécia               | 25  | 10 | 8 | 1 | 1 | 12 | 4  | +8  | qualificadas para a segunda fase          |  | 0–0 | —   | 1–0 | 2–0 | 1–0 | 2–0 |
| 3   | Eslováquia           | 13  | 10 | 3 | 4 | 3 | 11 | 10 | +1  | Eliminado                                 |  | 1–2 | 0–1 | —   | 1–1 | 2–1 | 2–0 |
| 4   | Lituânia             | 11  | 10 | 3 | 2 | 5 | 9  | 11 | −2  | Eliminado                                 |  | 0–1 | 0–1 | 1–1 | —   | 2–0 | 2–0 |
| 5   | Letónia              | 8   | 10 | 2 | 2 | 6 | 10 | 20 | −10 | Eliminado                                 |  | 0–5 | 1–2 | 2–2 | 2–1 | —   | 2–0 |
| 6   | Liechtenstein        | 2   | 10 | 0 | 2 | 8 | 4  | 25 | −21 | Eliminado                                 |  | 1–8 | 0–1 | 1–1 | 0–2 | 1–1 | —   |

### Grupo H
| Pos | Equipe     | Pts | J  | V | E | D  | GP | GC | SG  | Classificado                              |  | ENG | UKR | MNE | POL | MDA | SMR |
| --- | ---------- | --- | -- | - | - | -- | -- | -- | --- | ----------------------------------------- |  | --- | --- | --- | --- | --- | --- |
| 1   | Inglaterra | 22  | 10 | 6 | 4 | 0  | 31 | 4  | +27 | qualificadas para a Copa do Mundo de 2014 |  | —   | 1–1 | 4–1 | 2–0 | 4–0 | 5–0 |
| 2   | Ucrânia    | 21  | 10 | 6 | 3 | 1  | 28 | 4  | +24 | qualificadas para a segunda fase          |  | 0–0 | —   | 0–1 | 1–0 | 2–1 | 9–0 |
| 3   | Montenegro | 15  | 10 | 4 | 3 | 3  | 18 | 17 | +1  | Eliminado                                 |  | 1–1 | 0–4 | —   | 2–2 | 2–5 | 3–0 |
| 4   | Polónia    | 13  | 10 | 3 | 4 | 3  | 18 | 12 | +6  | Eliminado                                 |  | 1–1 | 1–3 | 1–1 | —   | 2–0 | 5–0 |
| 5   | Moldávia   | 11  | 10 | 3 | 2 | 5  | 12 | 17 | −5  | Eliminado                                 |  | 0–5 | 0–0 | 0–1 | 1–1 | —   | 3–0 |
| 6   | San Marino | 0   | 10 | 0 | 0 | 10 | 1  | 54 | −53 | Eliminado                                 |  | 0–8 | 0–8 | 0–6 | 1–5 | 0–2 | —   |

### Grupo I
| Pos | Equipe       | Pts | J | V | E | D | GP | GC | SG  | Classificado                              |  | ESP | FRA | FIN | GEO | BLR |
| --- | ------------ | --- | - | - | - | - | -- | -- | --- | ----------------------------------------- |  | --- | --- | --- | --- | --- |
| 1   | Espanha      | 20  | 8 | 6 | 2 | 0 | 14 | 3  | +11 | qualificadas para a Copa do Mundo de 2014 |  | —   | 1–1 | 1–1 | 2–0 | 2–1 |
| 2   | França       | 17  | 8 | 5 | 2 | 1 | 15 | 6  | +9  | qualificadas para a segunda fase          |  | 0–1 | —   | 3–0 | 3–1 | 3–1 |
| 3   | Finlândia    | 9   | 8 | 2 | 3 | 3 | 5  | 9  | −4  | Eliminado                                 |  | 0–2 | 0–1 | —   | 1–1 | 1–0 |
| 4   | Geórgia      | 5   | 8 | 1 | 2 | 5 | 3  | 10 | −7  | Eliminado                                 |  | 0–1 | 0–0 | 0–1 | —   | 1–0 |
| 5   | Bielorrússia | 4   | 8 | 1 | 1 | 6 | 7  | 16 | −9  | Eliminado                                 |  | 0–4 | 2–4 | 1–1 | 2–0 | —   |

Segunda fase
O sorteio que definiu os cruzamentos da segunda fase foi realizado em 21 de outubro de 2013 na sede da FIFA, em Zurique, Suíça.
| Segunda fase |         |
| Portugal     | Suécia  |
| Ucrânia      | França  |
| Grécia       | Romênia |
| Islândia     | Croácia |

### América do Norte, América Central e Caribe (CONCACAF)
Após a FIFA definir em março de 2011 que a região das Américas do Norte e Central e do Caribe teríam direito a três vagas direitas na Copa do Mundo (e não 4 como era pretendido), a CONCACAF anunciou o formato de sua eliminatória onde participariam todas as seleções filiadas. Antes do início da segunda fase, porém, as  Bahamas desistiram das eliminatórias após terem disputado e se classificado na fase anterior.
A zona da CONCACAF iniciou-se em uma fase preliminar, disputada entre as seleções ranqueadas entre 26 e 35 no sistema eliminatório em jogos de ida e volta, realizados em junho de 2011. Na segunda fase entraram as equipes ranqueadas entre 7 e 25 mais as cinco seleções classificadas da fase anterior. As equipes foram divididas em seis grupos de quatro seleções cada, com o campeão de cada grupo avançando para a terceira fase, onde entram os seis melhores da CONCACAF no ranking da FIFA.
Divididas em três grupos de quatro seleções cada, os dois primeiros de cada grupo avançaram para a quarta fase, disputada em grupo único com seis equipes. As três melhores classificaram-se para a Copa do Mundo de 2014 diretamente. A equipe que finalizou na quarta colocação definirá uma vaga adicional na repescagem intercontinental contra um representante da OFC.

#### Processo classificatório
Os cruzamentos da primeira rodada das eliminatórias foram divulgados pela CONCACAF em 26 de abril de 2011.
Em negrito, equipes qualificadas à fase seguinte:
| Primeira fase \| Primeira fase \| \| \| Monserrate \| Belize \| \| Anguila \| República Dominicana \| \| Ilhas Virgens Americanas \| Ilhas Virgens Britânicas \| \| Aruba \| Santa Lúcia \| \| Turcas e Caicos \| Bahamas \| |                          |
| Primeira fase |                          |
| Monserrate | Belize                   |
| Anguila | República Dominicana     |
| Ilhas Virgens Americanas | Ilhas Virgens Britânicas |
| Aruba | Santa Lúcia              |
| Turcas e Caicos | Bahamas                  |

O sorteio que definiu a composição dos grupos da primeira e segunda fases foi realizado em 30 de julho de 2011 no Rio de Janeiro, Brasil.
Segunda fase
| Grupo A              | Grupo A | Grupo A |
| Equipe               | Pts     | Jogos   |
| -------------------- | ------- | ------- |
| El Salvador          | 18      | 6       |
| República Dominicana | 8       | 6       |
| Suriname             | 7       | 6       |
| Ilhas Caimã          | 1       | 6       |

| Grupo B           | Grupo B | Grupo B |
| Equipe            | Pts     | Jogos   |
| ----------------- | ------- | ------- |
| Guiana            | 13      | 6       |
| Trinidad e Tobago | 12      | 6       |
| Bermudas          | 10      | 6       |
| Barbados          | 0       | 6       |

| Grupo C   | Grupo C | Grupo C |
| Equipe    | Pts     | Jogos   |
| --------- | ------- | ------- |
| Panamá    | 12      | 4       |
| Nicarágua | 6       | 4       |
| Dominica  | 0       | 4       |

| Grupo D               | Grupo D | Grupo D |
| Equipe                | Pts     | Jogos   |
| --------------------- | ------- | ------- |
| Canadá                | 14      | 6       |
| Porto Rico            | 9       | 6       |
| São Cristóvão e Neves | 7       | 6       |
| Santa Lúcia           | 1       | 6       |

| Grupo E               | Grupo E | Grupo E |
| Equipe                | Pts     | Jogos   |
| --------------------- | ------- | ------- |
| Guatemala             | 18      | 6       |
| Belize                | 7       | 6       |
| São Vic. e Granadinas | 5       | 6       |
| Granada               | 4       | 6       |

| Grupo F               | Grupo F | Grupo F |
| Equipe                | Pts     | Jogos   |
| --------------------- | ------- | ------- |
| Antígua e Barbuda     | 15      | 6       |
| Haiti                 | 13      | 6       |
| Curaçau               | 7       | 6       |
| Ilhas Vir. Americanas | 0       | 6       |

Terceira fase
| Grupo A           | Grupo A | Grupo A |
| Equipe            | Pts     | Jogos   |
| ----------------- | ------- | ------- |
| Estados Unidos    | 13      | 6       |
| Jamaica           | 10      | 6       |
| Guatemala         | 10      | 6       |
| Antígua e Barbuda | 1       | 6       |

| Grupo B     | Grupo B | Grupo B |
| Equipe      | Pts     | Jogos   |
| ----------- | ------- | ------- |
| México      | 18      | 6       |
| Costa Rica  | 10      | 6       |
| El Salvador | 5       | 6       |
| Guiana      | 1       | 6       |

| Grupo C  | Grupo C | Grupo C |
| Equipe   | Pts     | Jogos   |
| -------- | ------- | ------- |
| Honduras | 11      | 6       |
| Panamá   | 11      | 6       |
| Canadá   | 10      | 6       |
| Cuba     | 1       | 6       |

Quarta fase
|  | Equipes qualificadas para a Copa do Mundo de 2014     |
|  | Equipe qualificada para a repescagem intercontinental |